# Centaurea mucurensis
Centaurea mucurensis — вид квіткових рослин айстрових (Asteraceae). Ендемік Хорватії.